# Лачин (село)
Лачин (азерб. Laçın) — село в Кельбаджарском районе Азербайджана.

## География
Расположено у подножия горы Лачиндаг, на правом берегу реки Тутхун.

## История
В ходе Карабахской войны перешло под контроль непризнанной Нагорно-Карабахской Республики, под контролем которой село находилось с начала 1990-х годов до ноября 2020 года и входило в Шаумяновский район НКР.
25 ноября 2020 года на основании трёхстороннего соглашения между Азербайджаном, Арменией и Россией от 10 ноября 2020 года Кельбаджарский район возвращён под контроль Азербайджана.
В исторических, литературных источниках  и в географических названиях встречается  слово «Лачин» .
Исследователи отмечаю, что словом «Лачин» именовалось древнее тюркское племя, в начале XIII века населявшего подножие горы Копетдаг на юге Туркменистана.
Во времена монгольского нашествия часть этого племени покинуло родные края и нашли приют в современном Азербайджане. В основном они обосновались в верхней части Карабаха – в меликстве Хачын, в местности Хялфяли, а также близ бассейнов рек Гаргарчай и Хакаричай.
Другая часть тюркского племени «Лачин» нашла приют в Индии.  Историческое свидетельство том, то что так, звали  отца известного средневекового индийского поэта и ученого Амира Хосрова Дехлеви,  Амира Сейфуддина Махмуда Шамс Лачин. Считается, что он был одним из предводителей тюркского племени «Лачин».
В средние века албанский монах и ученый Киракос Гянджали во время путешествий, в своих хрониках свидетельствовал о существовании в Карабахе башни под названием Лачин. Он отмечал, что эта башня принадлежала албанскому князю Хасану Джалалу – правителю Хачынского меликства. Примерно в это же время в  на территории Азербайджана был город Лачин, прославившийся чеканкой монет, достигший наибольшего  расцвета город при династии Чобанидов в XIV веке. 
Если открыть старые географические карты, то можно увидеть вершину под названием «Лачин» - одну из самых высоких в Карабахском нагорье, крупнейшем горном хребте в горной цепи Малого Кавказа. Она расположена в центре Карабахского хребта, в его юго-западной части, эта вершина вместе с вершинами Böyük Kirs, Kiçik Kirs и Sarı baba образует своеобразный треугольник.
Также, корень слова «Лачин» встречается в названиях села Лачинлар в Шушинском районе, села Лачин и башни Лачингая – в Кяльбаджарском районе.
Там, где располагается современный город Лачин, прежде называлась Абдаллар. В 1923 году эта местность получила статус города, и с 1926 года – название Лачин.
«Лачин», а географических картах обозначается с 1924 года, до того времени название «Yuxarı Laçın» носило одно из сел.
В 1930 году образовался Лачинский административный район, а город Лачин стал центром района.